# Вёйо, Пьер
Пьер Мари Жозеф Вёйо (фр. Pierre Marie Joseph Veuillot; 5 января 1913, Париж, Франция — 14 февраля 1968, там же) — французский кардинал. Епископ Анжера с 7 июня 1959 по 8 июля 1961. Титулярный архиепископ Констанца ди Трача и коадъютор-архиепископ Парижа sedis datus с 8 июля 1961, с правом наследования с 16 июля 1963 по 21 декабря 1966. Военный ординарий Франции с 1 декабря 1966 по 15 апреля 1967. Архиепископ Парижа с 21 декабря 1966 по 14 февраля 1968. Кардинал-священник с 26 июня 1967, с титулом церкви Сан-Луиджи-деи-Франчези с 29 июня 1967.